# Vanderson
Vanderson de Oliveira Campos (Rondonópolis, 21 juni 2001) - alias Vanderson - is een Braziliaans voetballer die doorgaans als verdediger speelt. Hij verruilde Grêmio in januari 2022 voor AS Monaco. Vanderson debuteerde in 2023 in het Braziliaans voetbalelftal.

## Clubcarrière

### Grêmio
Vanderson genoot zijn opleiding bij União EC, Rio Branco EC en Grêmio. Bij die laatste club stroomde hij uiteindelijk door naar het eerste elftal. Op 18 december 2020 ondertekende hij er een vierjarig contract. Vanderson maakte op 27 december 2020 zijn officiële debuut in het eerste elftal van de club: in een competitiewedstrijd tegen Goianiense (2–1-winst) gaf trainer Renato Gaúcho hem een basisplaats. In 2021 won hij met de club het Campeonato Gaúcho en de Recopa Gaúcha, al speelde hij in die laatste wedstrijd tegen FC Santa Cruz niet mee.

### AS Monaco
Vanderson verruilde Grêmio in in januari 2022 voor AS Monaco, dat 11 miljoen euro voor hem betaalde. Daar moest hij de concurrentie aangaan met Djibril Sidibé en Ruben Aguilar.

## Clubstatistieken
| Seizoen | Club      | Competitie | Competitie | Competitie | Beker | Beker | Internationaal | Internationaal | Totaal | Totaal |
| Seizoen | Club      | Competitie | Wed.       | Dlp.       | Wed.  | Dlp.  | Wed.           | Dlp.           | Wed.   | Dlp.   |
| ------- | --------- | ---------- | ---------- | ---------- | ----- | ----- | -------------- | -------------- | ------ | ------ |
| 2020    | Grêmio    | Série A    | 5          | 1          | 2     | 0     | 0              | 0              | 7      | 1      |
| 2021    | Grêmio    | Série A    | 30         | 3          | 5     | 0     | 5              | 0              | 40     | 3      |
| 2021/22 | AS Monaco | Ligue 1    | 17         | 2          | 3     | 0     | 2              | 0              | 19     | 2      |
| 2022/23 | AS Monaco | Ligue 1    | 31         | 1          | 0     | 0     | 8              | 0              | 39     | 1      |
| Totaal  | Totaal    | Totaal     | 83         | 7          | 10    | 0     | 15             | 0              | 105    | 7      |

Bijgewerkt op 22 juli 2023.

## Interlandcarrière
Vanderson debuteerde op 17 juni 2023 in het Braziliaans voetbalelftal. Bondscoach Ramon Menezes liet hem toen een minuut voor tijd invallen voor Danilo tijdens een met 4–1 gewonnen oefeninterland tegen Guinee.
1 Majecki ·
2 Vanderson ·
4 Teze ·
5 Kehrer ·
6 Zakaria  ·
7 Ben Seghir ·
8 Matazo ·
9 Balogun ·
10 Golovin ·
11 Akliouche ·
12 Henrique ·
13 Mawissa ·
15 Camara ·
16 Köhn ·
17 Singo ·
18 Minamino ·
20 Ouattara ·
21 Ilenikhena ·
22 Salisu ·
27 Diatta ·
36 Embolo ·
37 Diop ·
50 Lienard ·
88 Magassa ·
Coach: Hütter
· Assistent-coach: Perrinelle